# Atlantic Council
L'Atlantic Council è un think tank statunitense con sede a Washington il cui scopo è "Promuovere la leadeship americana e promuovere accordi internazionali basati sul ruolo centrale della comunità atlantica nell'affrontare le sfide del XXI secolo"
Il Consiglio Atlantico è stato fondato nel 1961, con la missione di incoraggiare la continuazione della cooperazione tra Nord America ed Europa, che ha avuto inizio negli  anni dell'immediato dopoguerra. Nei suoi primi anni, il suo lavoro consisteva soprattutto nel pubblicare documenti politici e sondaggi elettorali europei e americani sull'atteggiamento nei confronti della cooperazione transatlantica e internazionale. In questi primi anni la sua attenzione principale era rivolta alle questioni economiche - soprattutto a favorire il libero scambio tra i due continenti, e, in misura minore, per il resto del mondo - ma ha anche fatto qualche lavoro su temi politici e ambientali .
Il Consiglio Atlantico si è guadagnato elogi dalla comunità internazionale; il segretario generale della NATO Anders Fogh Rasmussen ha definito il Consiglio come un "preminente think tank" con una "reputazione di lunga data," e il senatore statunitense Richard Lugar, repubblicano, ha notato che il Consiglio è "tenuto in grande considerazione all'interno della comunità atlantica".